# J.H. Bachmann

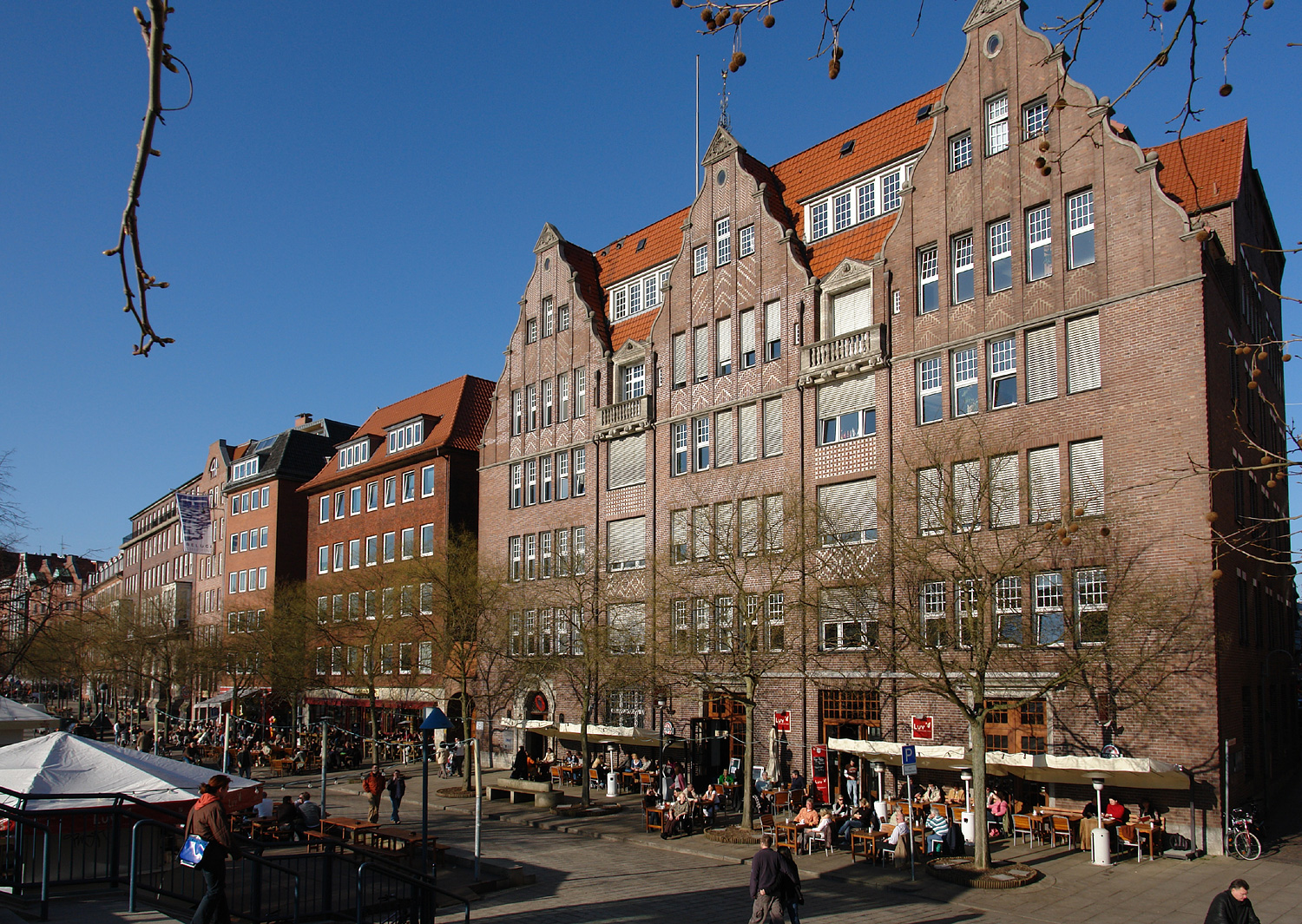
Der ehemalige Firmensitz von J.H. Bachmann an der Schlachte in Bremen (rechts, 2007)

J.H. Bachmann (JHB) war ein in Bremen ansässiges Handelshaus sowie Transport- und Logistikunternehmen, das von 1775 bis 2006 existierte. Unter der Firmierung J.H. Bachmann GmbH wechselte ab Mitte der 1990er Jahre das bis dahin im Familienbesitz befindliche Unternehmen mehrmals seinen Besitzer, kam 2005 zum dänischen Logistikkonzern DSV A/S und wurde in die Luft- und Seefracht-Sparte DSV Air & Sea Division des global tätigen Transport- und Logistikdienstleisters integriert.
Heute befindet sich im ehemaligen Firmensitz von JHB in der Bremer Altstadt, dem 1913 errichteten und 1948 wiederaufgebauten „Bachmann-Haus“ an der Schlachte, der Deutschlandsitz des ab Jahresanfang 2007 so benannten Folgeunternehmens DSV Air & Sea GmbH.

## Geschichte

### 1775–1862
Der Kaufmann Johann Christoph Bachmann (1748–1814) gründete in Bremen 1775, das Familienunternehmen J.H. Bachmann, ein Handelshaus für englische Manufakturwaren und vor allem Seidenwaren importierte.

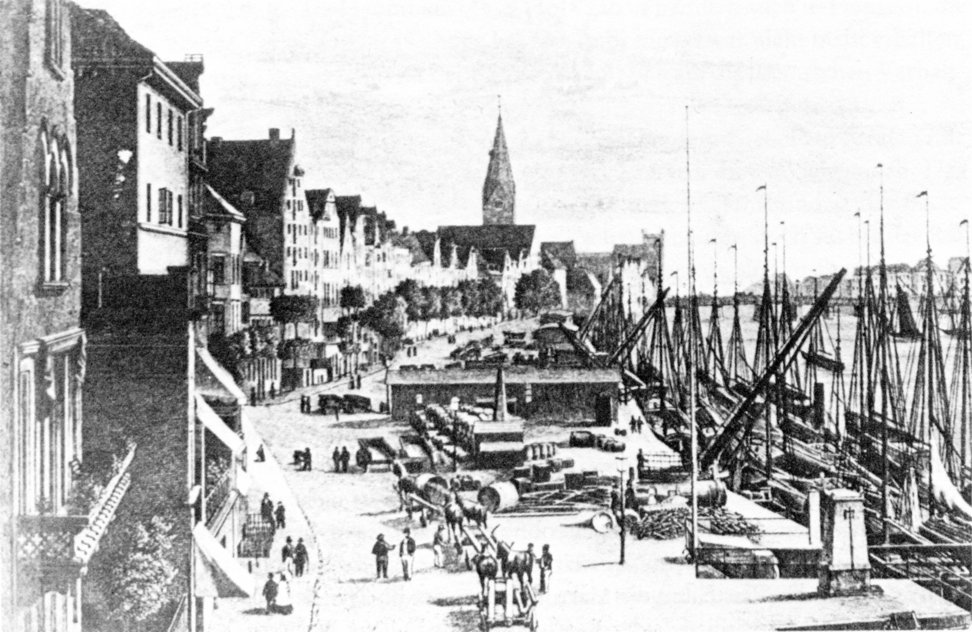
Blick auf die Schlachte mit Kaimauer an der Weser (um 1862)

Als infolge der 1806 von Napoleon verhängten Kontinentalsperre der Handel mit England zum Erliegen kam, wandelte sich das Import- und Handelshaus zum Speditionsbetrieb und stieg außerdem in den Weinhandel ein; den Schwerpunkt bildeten Rotweine aus dem südwestfranzösischen Bordeaux, hinzu kamen Südweine und Spirituosen. 1814, nach dem Tod des Firmengründers, übernahm sein Sohn Johann Hinrich Bachmann († 1832) die Firma und gab ihr 1825 den bis zuletzt bestehenden Namen J.H. Bachmann (JHB).
Als Johann Hinrich Bachmann 1832 starb, wurde sein Vetter Johann Christoph Dubbers Eigentümer. Er heiratete später dessen Witwe und änderte den Firmennamen nicht mehr. Über 160 Jahre blieb die Firma dann im Besitz der Familie Bachmann/Dubbers. 1842 erfolgte der Umzug des Betriebes an die Schlachte, direkt an der Weser.

### 1862–1945
Der Speditions- und Handelsbetrieb nutzte den Standortvorteil Bremens als Hafen- und Handelsstadt, profitierte von der Gründung des Hafens in Bremerhaven (1827) und dem dortigen Freihafen sowie vom Bremer Freihafen (1888–2007) und entwickelte sich zu einer Seehafenspedition. So wurde 1862 die erste auswärtige Niederlassung in Bremerhaven gegründet, es folgten 1887 eine Zweigniederlassung in Hamburg und wenige Jahre später in Antwerpen und Rotterdam in den Niederlanden sowie in Lübeck, Danzig, Stettin und Königsberg, aber auch im Binnenland wie zum Beispiel in Berlin oder Hannover.

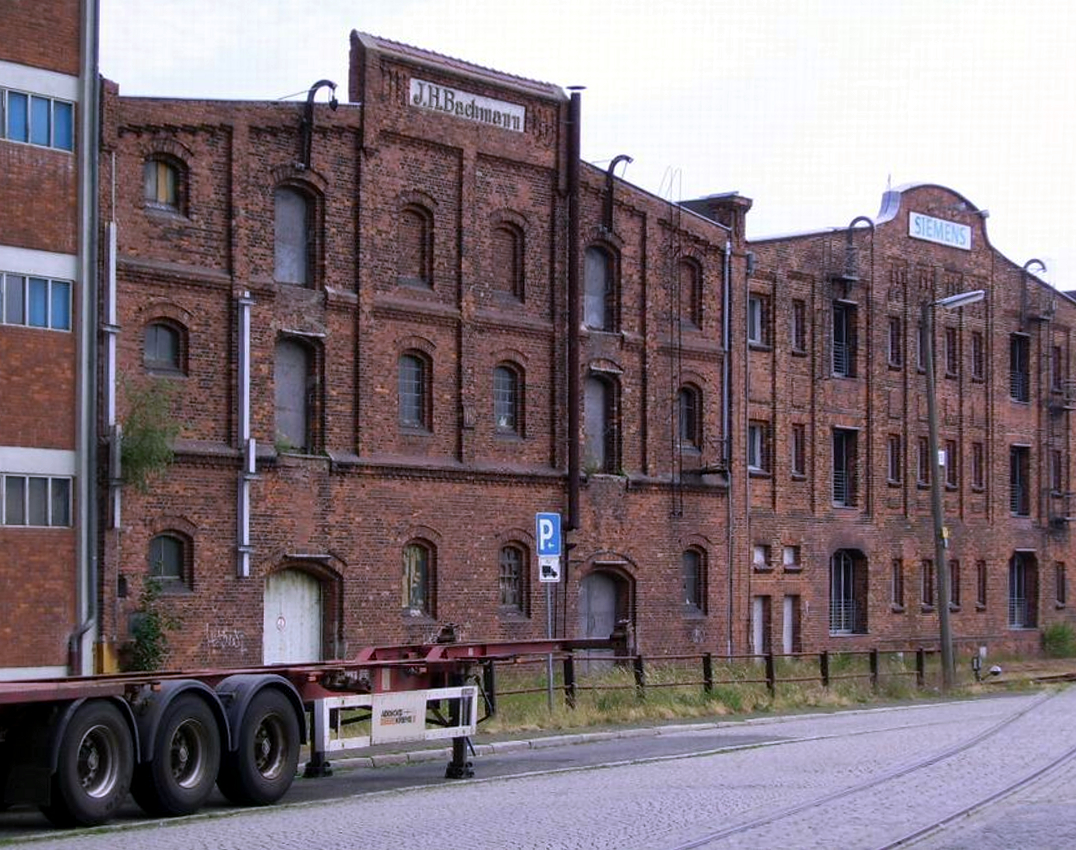
Ehemaliges Lagerhaus von J.H. Bachmann am Ostkai des Bremer Holz- und Fabrikenhafens (erbaut 1896)

1896 wurden eigene Kai-Anlagen mit dazugehörigen Schuppen und Lagerhäusern am Holz- und Fabrikenhafen im stadtbremischen Hafengebiet errichtet (siehe Bild).
Seit 1909 war der Bremer Kaufmann August Dubbers (1873–1959) alleiniger Inhaber des Speditions- und Weinhandelsunternehmens und übernahm zudem für nahezu fünf Jahrzehnte die Firmenleitung, bis 1937 in alleiniger Leitung.
1913 bezog das Unternehmen ein eigenes Kontorhaus an der Bremer Schlachte, das nach einem Entwurf des Berliner Architektenbüros Bielenberg & Moser errichtet worden war (siehe Abschnitt Das „Bachmann-Haus“ an der Bremer Schlachte).
Nach dem Ersten Weltkrieg begann ein Neuanfang aus „kleinsten Anfängen“, der durch die „guten langjährigen Kontakte im In- und Ausland […] recht schnell wieder möglich“ war. So verfügte JHB 1925 in Bremen und Hamburg über insgesamt 70 Lagerhäuser und Schuppen, 16 elektrisch betriebene Krane sowie eigene Schleppdampfer, Schuten, Eisenbahn-Güterwagen und Elektrokarren.
1937 wurde der Bremer Speditionskaufmann und Neffe von August Dubbers, Eduard Nebelthau (1902–1971), Teilhaber der Firma und trat neben seinem Onkel in die Firmenleitung ein. Nebelthau hatte in der Firma seines Onkels ab 1921 eine kaufmännische Lehre absolviert, nach deren Abschluss mehrere Auslands-Studienreisen unternommen und dann 1931 als Prokurist bei J.H. Bachmann begonnen. Unter ihrer gemeinsamen Leitung „überstand die Firma die Verluste während des Zweiten Weltkriegs und meisterte erfolgreich den Wiederaufbau in der Nachkriegszeit“.

### 1945–1996
Nach dem Zweiten Weltkrieg wurde das Unternehmen wieder auf- und zu einer internationalen Spedition ausgebaut. 1948 erfolgten der Wiederaufbau des im Krieg bei Luftangriffen zerstörten Hauptsitzes an der Schlachte in seiner alten Form sowie die (Wieder-)Inbetriebnahme der meisten Anlagen an allen Seehafen-Standorten. 1950 stieg JHB in das zunehmende Luftfrachtgeschäft ein und gründete die J.H. Bachmann Luftfracht GmbH.
Nach dem Tod von August Dubbers im Jahr 1959 übernahm Eduard Nebelthau die alleinige Leitung des Unternehmens. Ab 1960 erfolgte der Aufbau internationaler Repräsentanzen, wie zum Beispiel in Argentinien, Brasilien und Südafrika. Später trat die Kauffrau Rita Dubbers-Albrecht in die Firma ein und übernahm als Nachfahrin von Johann Christoph Bachmann in sechster Generation die Leitung des Familienunternehmens.
Nachdem der 1971 verstorbene Nebelthau solchen Plänen noch ablehnend gegenübergestanden hatte, wurde 1970 die erste eigene Auslandsgesellschaft in Brasilien gegründet. Verantwortlich dafür zeichnete der damals von JHB in Südamerika eingesetzte Speditionskaufmann Wolfgang Kulenkampff, der ab 1960 seine kaufmännische Lehre bei JHB absolviert und dann Aus- und Weiterbildungen im Ausland wahrgenommen hatte. Es folgten Gründungen von weiteren JHB-Auslandsgesellschaften unter anderem in Argentinien, Kolumbien, USA und Kanada. Langjähriger Geschäftsführer von JHB war zu der Zeit Emil Meiners, der 1979 nach 60-jähriger Tätigkeit „bei Bachmann“ ausschied und in den Ruhestand ging. Nachdem JHB seit 1978 in Hongkong vertreten war, begann 1980 die Ausdehnung des Unternehmens nach Asien.
In Ausweitung der bisherigen Tätigkeitsschwerpunkte, wie Weinhandel, Kaffee- und Baumwollbeförderung sowie Lagerei, war die Handelsspedition inzwischen „auf allen Märkten der Welt zu Lande, zu Wasser und in der Luft im Transportbereich tätig“ und verfügte über eine dementsprechend große Inlands- und Auslandsorganisation. So führte JHB seit Ende der 1970er-/Anfang der 1980er-Jahre dezentralisierte EDV-Anlagen zur Verbesserung der Betriebsorganisation und Rationalisierung der Betriebsabläufe ein, insbesondere im Luftfrachtbereich.
Das mittlerweile in der Rechtsform einer GmbH geführte Logistikunternehmen, die J.H. Bachmann GmbH, wurde 1996 von der Inhaberin Rita Dubbers-Albrecht an die Krupp Hoesch International verkauft. Der damalige Jahresumsatz von JHB belief sich auf rund 350 Millionen DM. Nachdem sich das Unternehmen mehr als 220 Jahre im Familienbesitz befunden hatte, endete diese Ära nun mit dem Verkauf.

### 1996–2007

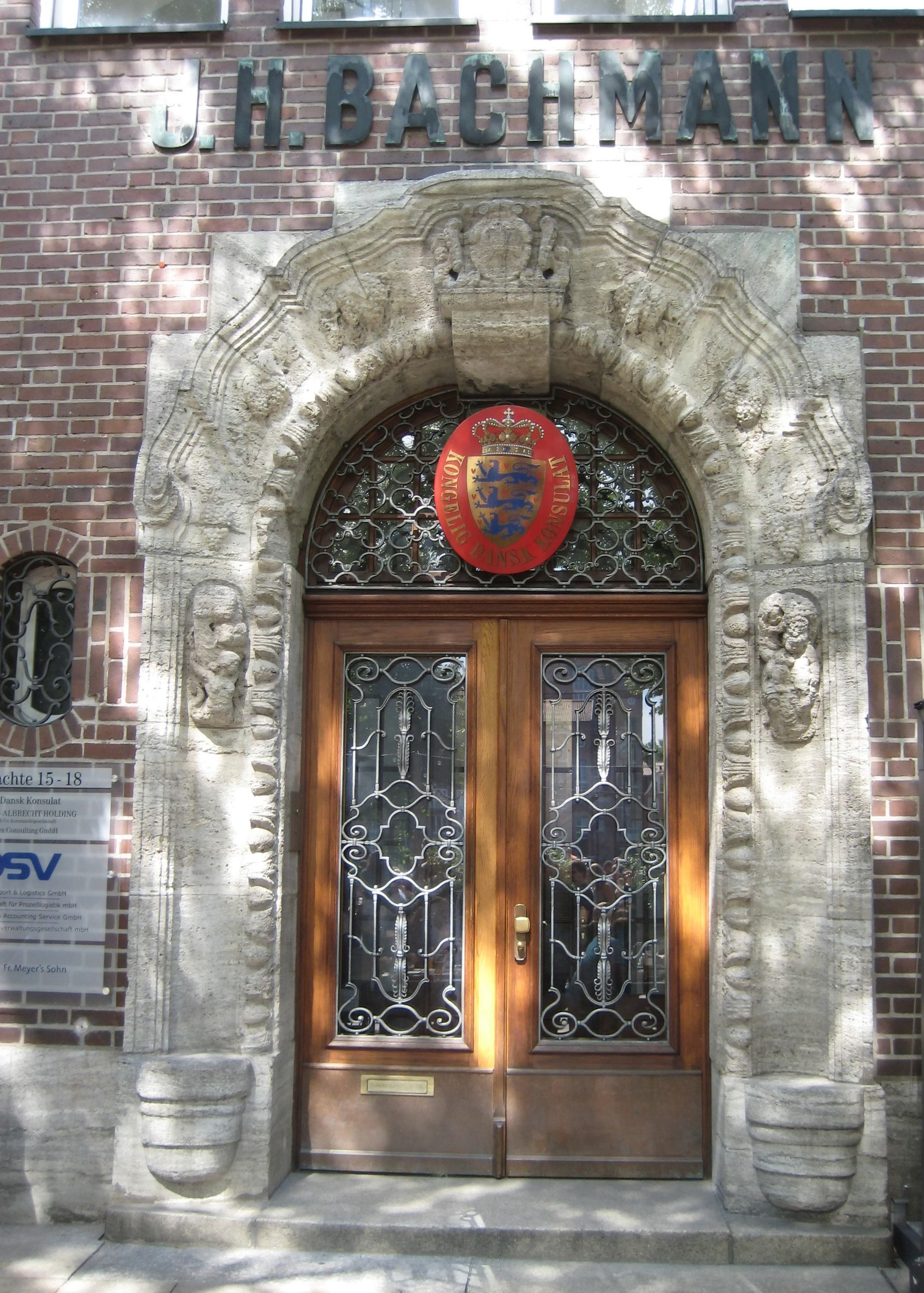
Eingangsportal des „Bachmann-Hauses“ in Bremen, mit dem ehemaligen Firmennamen (2011)

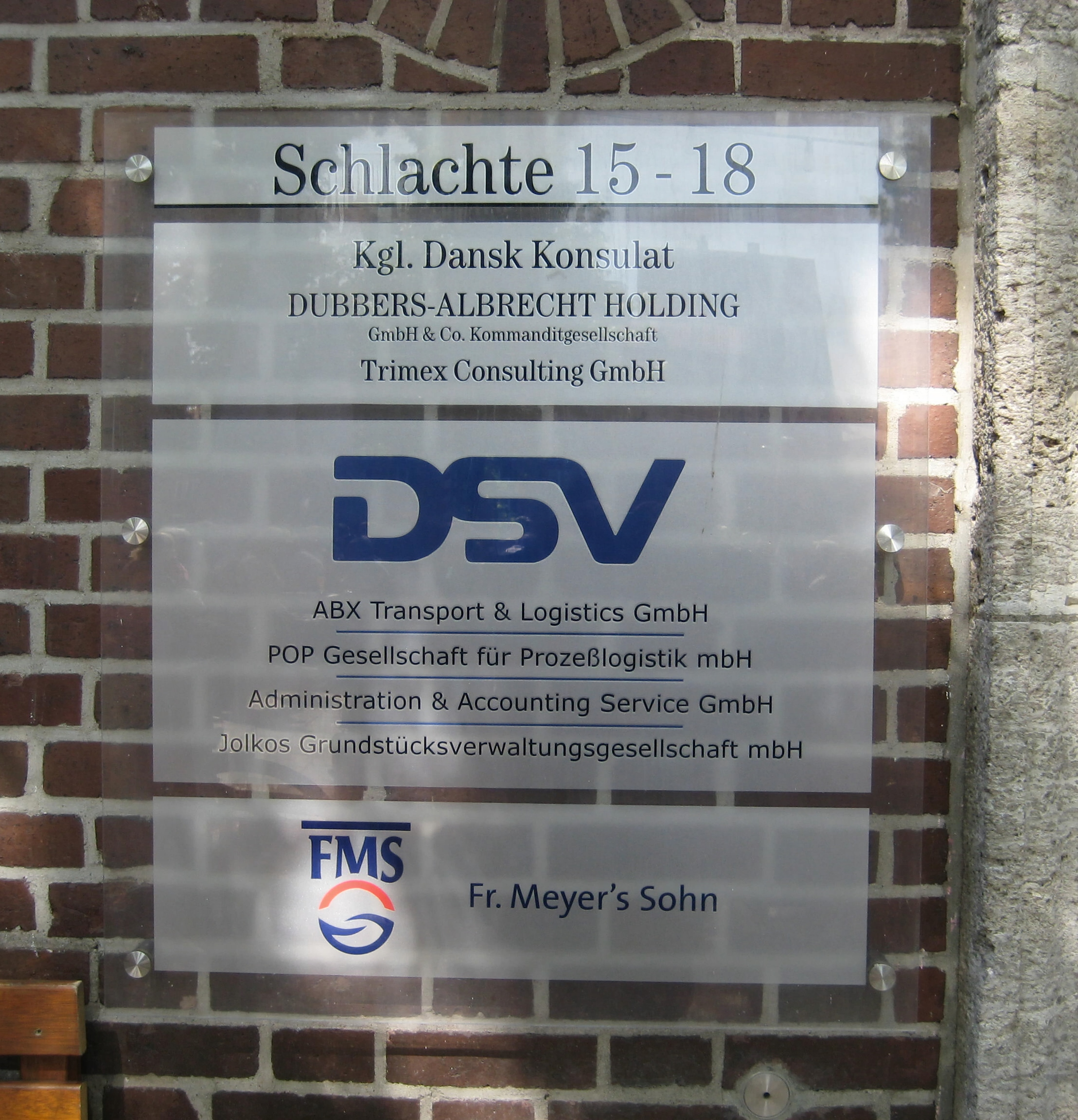
Aktuelles Firmenschild am „Bachmann-Haus“, heute u. a. Deutschlandsitz der DSV (2011)

Unter dem neuen Eigentümer operierte JHB zwar weiterhin als eigenständiges Unternehmen mit eigenem Namen und unter dem bisherigen Management, jedoch als eine der Tochtergesellschaften der nestrans-Gruppe, in der – unter dem Dach der nestrans Logistik GmbH – die Aktivitäten des Krupp-Konzerns im Logistiksegment zusammengefasst wurden.
1999, bei der Fusion von Thyssen und Krupp zur ThyssenKrupp, erwarb die südafrikanische Imperial Holdings Limited von der ThyssenKrupp Materials & Services AG sämtliche Gesellschaftsanteile der nestrans Logistik GmbH und führte die Logistikgruppe unter neuer Firmierung als Imperial Logistics International GmbH & Co. KG mit Sitz in Duisburg weiter. Dabei kam im Oktober 1999 auch die J.H. Bachmann GmbH zur Imperial Holdings, die ihr globales Logistikgeschäft ausbauen wollte und dabei vor allem auf das Bremer Unternehmen setzte.
Um 2000 war die JHB-Gruppe mit rund 750 Mitarbeitern auf allen Kontinenten mit mehr als zwei Dutzend Auslandsgesellschaften vertreten. Die J.H. Bachmann GmbH betreute 2000 von Bremen aus 41 Büros im In- und Ausland und erwirtschaftete einen Umsatz von 450 Millionen DM. Vorsitzender der Geschäftsführung der JHB-Gruppe war von 2000 bis 2005 deren früherer Speditionslehrling und Mitarbeiter Wolfgang Kulenkampff, der inzwischen Karriere als Manager gemacht hatte und Mitglied der Geschäftsführung von Imperial Logistics International war. Kulenkampff verstärkte die Auslandsaktivitäten von JHB und baute neben den klassischen Firmenbereichen See- und Luftfracht den Sammelverkehr, den Bereich „Projekttransporte“ und die Automotive Logistik weiter aus – getreu dem Bachmann-Motto „We act global since 1775“ (dt. Wir handeln global seit 1775).
Im Juni 2005 verkaufte die Imperial Holdings die J.H. Bachmann GmbH an die damalige DFDS Transport Air & Sea Holding (inzwischen DSV Air & Sea); eine hundertprozentige Tochtergesellschaft des dänischen Logistikkonzerns DSV A/S, der in die drei Sparten „Air&Sea“ (Luft- und Seefracht), „Road“ (Spedition) und „Solutions“ (Kontraktlogistik) aufgeteilt ist.
Im selben Jahr kaufte DFDS Transport Air & Sea Holding A/S über ihre Tochtergesellschaft J.H. Bachmann GmbH die Firma Häring Aircargo GmbH & Co. KG. Diese hatte ihren Hauptsitz in Hof sowie Niederlassungen in Frankfurt, Düsseldorf, Stuttgart, München und Köln. Sie erwirtschafte mit 40 Mitarbeitern einen Jahresumsatz von rund 14 Millionen Euro, hieß es. Die Übernahme sollte der Stärkung der DFDS/JHB-Präsenz in Deutschland dienen. Der Übernahme folgte allerdings nur ein Teil der Mitarbeiter. Fast alle anderen, außer dem Kölner Büro, verließen die Firma in den Folgemonaten.
Die DSV Air & Sea Division, in der JHB aufging und die 2008 auch die belgische ABX Logistics übernahm, hat heute im ehemaligen Verwaltungsgebäude von JHB in Bremen ihren Deutschlandsitz. Außerdem befinden sich dort die sogenannten Shared Services; ein Dienstleistungsbereich, der für alle drei Sparten des DSV-Konzerns in Deutschland zuständig ist.
Das Folgeunternehmen von JHB wurde zum 1. Januar 2007 in DSV Air & Sea GmbH umbenannt. Damit endete die Ära des Traditionsnamens „J.H. Bachmann“, die mehr als 230 Jahre bestand.

## Das Bachmann-Haus

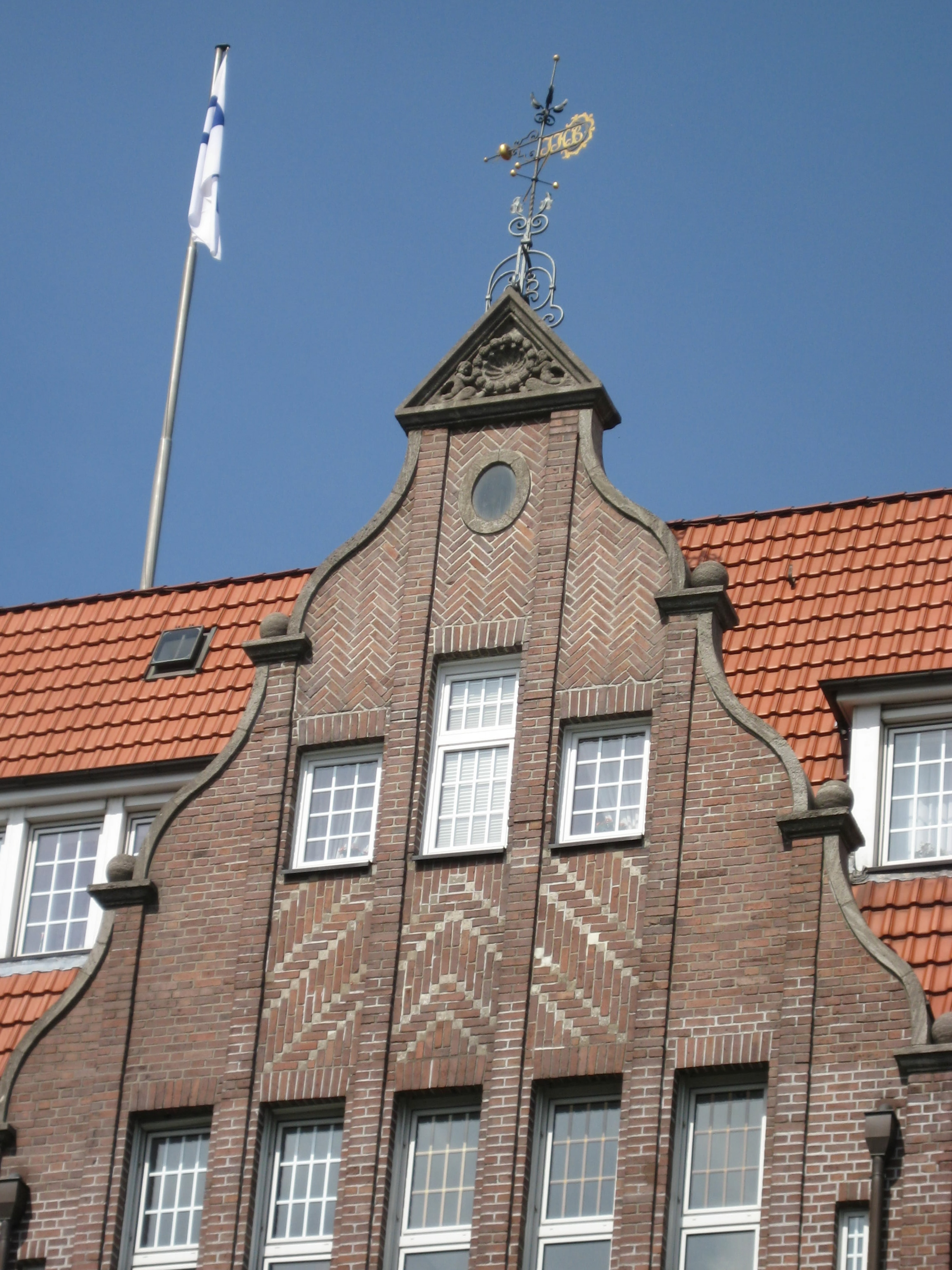
Der mittlere Schweifgiebel des Kontorhauses, mit Wetterfahne mit den Firmeninitialen „JHB“ (2011)

1913 bezog das Handelshaus J.H. Bachmann als Firmensitz einen direkt an der Weser gelegenen Neubau in der Bremer Altstadt an der Schlachte 15–18. Das nach den Plänen der Architekten Richard Bielenberg und Josef Moser errichtete Kontorhaus mit einer Fassade aus Backsteinen steht inzwischen unter Denkmalschutz.
Heute befindet sich im Bachmann-Haus an der Schlachte, die zum Ortsteil Altstadt des Bremer Stadtteils Mitte gehört, der Deutschlandsitz der DSV Air & Sea GmbH. Außerdem beherbergt das Kontorhaus gegenwärtig das Königlich Dänische Konsulat sowie weitere Unternehmen wie die Dubbers-Albrecht Holding GmbH & Co. KG. Im Erdgeschoss befinden sich mehrere gastronomische Betriebe, die der „Vergnügungsmeile“ an der in den 1990er-Jahren umgestalteten Schlachte zugehören.
Das Gebäude steht im Ensemble Schlachte seit 1973 unter Bremischen Denkmalschutz.